# Boncse
Boncse (macedónul: Бонче) település Észak-Macedóniában, a Pelagonijai körzet Prilepi járásában.

## Népesség
| Lakosok száma | 566  | 634  | 580  | 475  | 243  | 95   | 86   | 45   | 22   |
|               | 1948 | 1953 | 1961 | 1971 | 1981 | 1991 | 1994 | 2002 | 2021 |

- 2002-ben 45 lakosa volt, akik mindannyian macedónok.